# كاساندرا ستين
كاساندرا ستين (بالإنجليزية: Cassandra Steen)‏ (و. 1980  م) هي مغنية من الولايات المتحدة، وألمانيا، ولدت في أوستفيلدرن.

## وصلات خارجية
- كاساندرا ستين على موقع IMDb (الإنجليزية)
- كاساندرا ستين على موقع ميوزك برينز (الإنجليزية)
- كاساندرا ستين على موقع أول ميوزيك (الإنجليزية)
- كاساندرا ستين على موقع ديسكوغز (الإنجليزية)

- كاساندرا ستين في قاعدة بيانات الأفلام على الإنترنت